# Isku-areena
La Isku-areena est une patinoire de Lahti en Finlande. Elle a été ouverte en 1973.
Elle accueille notamment l'équipe de hockey sur glace des Pelicans Lahti de la SM-Liiga. La patinoire a une capacité de 5 078 spectateurs.